# Pousaflores
Pousaflores is een plaats (freguesia) in de Portugese gemeente Ansião en telt 1 201 inwoners (2001).